# Megaselia cinerascens
Megaselia cinerascens är en tvåvingeart som beskrevs av Borgmeier 1962. Megaselia cinerascens ingår i släktet Megaselia och familjen puckelflugor. Inga underarter finns listade i Catalogue of Life.